# LeasePlan
LeasePlan a fost o companie de leasing operațional din Țările de Jos, fondată în 1963.

## Istoric
Compania s-a extins la nivel internațional în anii 1970, deschizând birouri în Belgia, Germania, Franța și Regatul Unit, cu scopul de a câștiga o mai mare dominație pe piață. LeasePlan a devenit ulterior lider mondial în domeniul leasingului operațional și al managementului de flote auto administrând prin filialele sale din 30 de țări aproape 1.4 milioane de vehicule, cu active de peste 14 miliarde euro.
În anii 1990, ABN AMRO a devenit acționar 100%. A fost introdus un sistem de management al flotei online. Pe o piață saturată la acea vreme, LeasePlan a achiziționat mai multe companii începând cu anul 2000, precum Dial în Regatul Unit, Franța și Italia și CSC în Statele Unite.
În 2004, ABN AMRO a vândut acțiunil către un consorțiu alcătuit din Volkswagen Group (50%), Compania de Dezvoltare Mubadala din Abu Dhabi (25%) și Grupul Olayan (25%) în schimbul sumei de 2,1 miliarde EUR.
La mijlocul anului 2015, LP Group BV (un consorțiu internațional de capital de risc) și Stichting Pensioenfonds Zorg en Welzijn (Fondul de pensii pentru sănătate și bunăstare) au achiziționat toate acțiunile pentru 3,7 miliarde EUR. La începutul anului 2022, a fost anunțată achiziția LeasePlan de către compania franceză ALD Automotive, o filială a asigurătorului bancar francez Société Générale. Achiziția presupune o sumă de 4,9 miliarde de euro. După această tranzacție, compania rezultată din unirea LeasePlan cu ALD Automotive a fost denumită Ayvens.

## LeasePlan în România
Filiala din România a devenit operațională în septembrie 2007.
În aprilie 2009, compania administra un parc de 1.800 de mașini.
În anul 2010, LeasePlan România avea o flotă de mașini de 4.820 de unități, în creștere cu 87% față de anul precedent.
Număr de angajați în 2011: 43
Cifra de afaceri:
- 2010: 25,6 milioane euro[4]
- 2008: 2,5 milioane euro[3]

## LeasePlan Bank
LeasePlan Bank este o bancă de economii online olandeză și o afacere a LeasePlan. LeasePlan Bank a fost înființată în 2010 pentru a oferi o sursă suplimentară de finanțare pentru afacerea de bază a LeasePlan.